# Президентски избори в Монголия (2021)
Президентските избори в Монголия през 2021 г. се провеждат на 9 юни. В тях участваха трима кандидати: Ухнаагийн Хурелсух от Монголската народна партия, Дангаасуренгийн Енхбат от Коалицията на десните избиратели и Содномзундуйн Ердене от Демократическата партия. Победитал на изборите е Ухнаагийн Хурелсух от Монголската народна партия, който получава 72% от гласовете.

## Резултати
| Кандидати                                     | Кандидати                                     | Партия                                        | Гласове   | %      |
| --------------------------------------------- | --------------------------------------------- | --------------------------------------------- | --------- | ------ |
|                                               | Ухнаагийн Хурелсух                            | Монголска народна партия                      | 823 326   | 72,02  |
|                                               | Дангаасуренгийн Енхбат                        | Коалиция на десните избиратели                | 246 968   | 21,60  |
|                                               | Содномзундуйн Ердене                          | Демократическа партия                         | 72 832    | 6,37   |
| Общо                                          | Общо                                          | Общо                                          | 1 143 126 | 100    |
| Действителни бюлетини                         | Действителни бюлетини                         | Действителни бюлетини                         | 1 143 126 | 94,08  |
| Невалидни/празни бюлетини                     | Невалидни/празни бюлетини                     | Невалидни/празни бюлетини                     | 71 937    | 5,92   |
| Всички бюлетини                               | Всички бюлетини                               | Всички бюлетини                               | 1 215 063 | 100,00 |
| Регистрирани избиратели/избирателна активност | Регистрирани избиратели/избирателна активност | Регистрирани избиратели/избирателна активност | 2 049 379 | 59,29  |
| Източник: GEC, IFES                           |                                               |                                               |           |        |